# Georg Joseph Sidler
Georg Joseph Sidler (1831-1907) fue un matemático suizo, profesor de la Universidad de Berna.

## Vida y trabajo
Slider fue galardonado con un doctorado en la Universidad de Zúrich en 1854 con una tesis sobre astronomía inspirada por Victor Puiseux. Los siguientes años completó estudios en las universidades de Zúrich y Berlín. En 1857 fue nombrado profesor asistente de la Universidad de Berna y en 1880 se convirtió en profesor titular. Se retiró en 1898.
Sus trabajos más importantes fueron sobre las funciones armónicas esféricas y sobre la teoría de la perturbación. En 1861 publicó su libro principal en Berna: Die Theorie der Kugelfunktionen.